# لوك جونز
لوك جونز (بالإنجليزية: Luke Jones)‏ (10 أبريل 1987 المملكة المتحدة - ) هو لاعب كرة قدم بريطاني يلعب كمدافع.

## روابط خارجية
- لوك جونز على موقع قاعدة بيانات كرة القدم.إي يو (الإنجليزية)
- لوك جونز على موقع Soccerbase.com (لاعب) (الإنجليزية)
- لوك جونز على موقع Soccerway.com (الإنجليزية)